# 浄弁
浄弁（じょうべん、生年不詳 - 延文元年/正平11年（1356年）頃?）は、鎌倉時代の天台宗の僧・歌人。出自については不詳。尊円法親王の庇護を受け青蓮院別当となった。和歌四天王の一人慶運の父で、浄弁も和歌四天王の一人に数えられる。

## 略歴
「古今集」証本の書写をはじめ、子の慶運や九州の赤橋英時・大友貞宗らに家説を伝授相伝するなど、二条流歌学の保持に尽くした。
勅撰和歌集の「続千載和歌集」以下にも入集。家集は「浄弁並慶運歌集」がある。